# واریاسیون‌های گلدبرگ

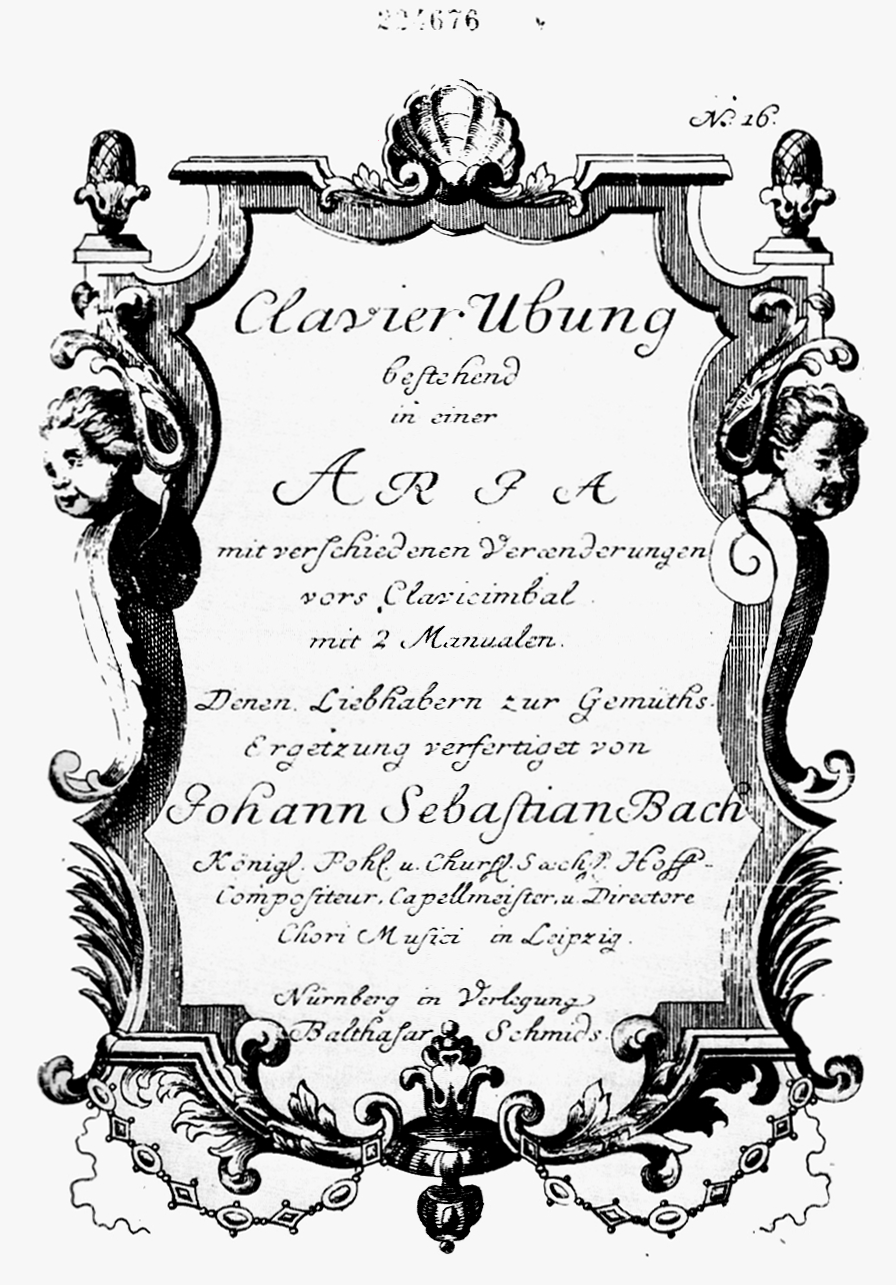
صفحهٔ عنوانِ نخستین ویرایش واریاسیون‌های گلدبرگ

واریاسیون‌های گلدبرگ BWV 988 اثری مشهور از یوهان سباستیان باخ برای ساز هارپسیکورد است که نخستین بار در سال ۱۷۴۱ در آلمان منتشر شد. این اثر از ۳۲ قطعه تشکیل شده‌است.
شناخته‌شده‌ترین اجرای آن متعلق به گلِن گولْد است.